# العبابسة (بنزرت)
العبابسة إحدى قرى الجمهورية التونسية، تقع في معتمدية سجنان بولاية بنزرت.

### مواضيع ذات علاقة
- ولاية بنزرت.

1. ↑  "المناطق الترابية (العمادات) حسب الولايات والمعتمديات". اطلع عليه بتاريخ 2024-11-30.